# Myskros
Myskros (Rosa moschata)  är en art i familjen rosväxter. Arten är inte känd vildväxande. De närmaste släktingarna finns i Asien.
Trädgårdsformer och hybrider av myskrosen förs till moschatarosor (R. Moschata-gruppen).

## Sorter
'Plena' - är fylldblommig.

## Synonymer
- Rosa manuelii Losa, 1929
- Rosa moschata Mill., 1768 nom. illeg.
- Rosa moschata var. ruscinonensis (Gren. & Déségl. ex Déségl.) Nyman, 1878
- Rosa ruscinonensis Gren. & Déségl. ex Déségl., 1864
- Rosa opsostemma Ehrh., 1788
- Rosa pissardii Carrière
- Wikimedia Commons har media som rör Myskros.